# Yme
Yme – pole wydobywcze ropy naftowej na Morzu Północnym ok. 100 km od brzegu na południowy zachód od Stavanger. 
Zostało odkryte w 1987 r., a jego eksploatacja prowadzona w latach 1996-2001 pozwoliła na wydobycie ok. 8 mln m sześc. ropy. Eksploatacji tej zaniechano jednak ze względu na nieopłacalność przy ówczesnych kosztach oraz cenach ropy.
Właścicielem 20 proc. pola wydobywczego Yme jest od grudnia 2008 r. Spółka Lotos Exploration and Production Norge AS w całości zależna od Petrobalticu.
Ponowne rozpoczęcie wydobycia planowane jest na  II kw. 2012 r. i przewiduje się uzyskanie z pola Yme przez Grupę Lotos początkowo około 1 mln t surowca rocznie, w 2015 około 2 mln t rocznie.
Operatorem na polu Yme jest spółka Talisman Energy Norge AS.